# Univers

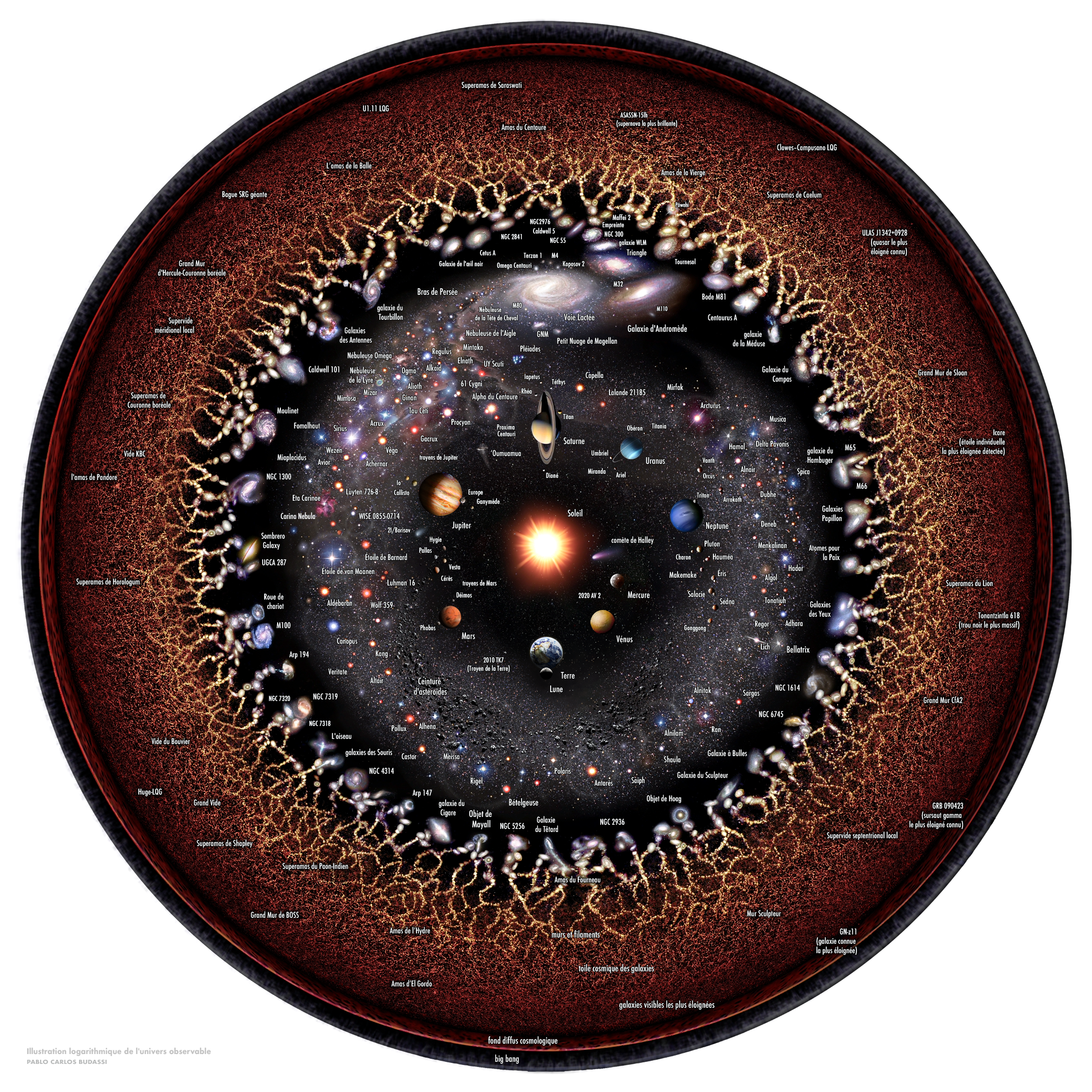
Représentation à l'échelle logarithmique de l'Univers observable. Au centre figure le Système solaire et, à mesure qu'on s'en éloigne, les étoiles proches, le bras de Persée, la Voie lactée, les galaxies proches, le réseau des structures à grande échelle, le fond diffus cosmologique et, à la périphérie, le plasma invisible du Big Bang.

Cet article concerne l'Univers au sens cosmologique. Pour l'univers en logique, voir Univers (logique). Pour l'univers en probabilité, voir Univers (probabilités). Pour les autres significations, voir Univers (homonymie).
L'Univers, au sens cosmologique, est l'ensemble de tout ce qui existe, décrit à partir d'observations scientifiques et régi par des lois physiques.
La cosmologie cherche à appréhender l'Univers d'un point de vue scientifique, comme l'ensemble de la matière et de l'énergie distribuées dans l'espace-temps. Pour sa part, la cosmogonie vise à établir une théorie de la création de l'Univers sur des bases philosophiques ou religieuses. La différence entre ces deux définitions n'empêche pas nombre de physiciens d'avoir une conception finaliste de l'Univers (voir à ce sujet le principe anthropique).
Si l'on veut faire correspondre le mouvement des galaxies avec les lois physiques telles qu'on les conçoit actuellement, on peut considérer que l'on n'accède par l'expérience qu'à une faible partie de la matière de l'Univers, le reste se composant de matière noire. Par ailleurs, pour expliquer l'accélération de l'expansion de l'Univers, il faut également introduire le concept d'énergie sombre. Plusieurs modèles alternatifs ont été proposés pour faire correspondre les équations et nos observations en prenant d'autres approches.

## Naissance de l'Univers

### Expansion, âge etBig Bang
Les observations du décalage vers le rouge des rayonnements électromagnétiques en provenance d'autres galaxies suggèrent que celles-ci s'éloignent de notre galaxie, à une vitesse radiale d'éloignement proportionnelle à cet éloignement. En étudiant les galaxies proches, Edwin Hubble s'est aperçu que la vitesse d'éloignement d'une galaxie est proportionnelle à sa distance par rapport à l'observateur (loi de Hubble) ; une telle loi est explicable par un Univers visible en expansion. Bien que la constante de Hubble ait été révisée par le passé dans d'importantes proportions (dans un rapport de 10 à 1), la loi de Hubble a été extrapolée aux galaxies éloignées, pour lesquelles la distance ne peut être calculée au moyen de la parallaxe ; cette loi est ainsi utilisée pour déterminer la distance des galaxies les plus éloignées.
En extrapolant l'expansion de l'Univers dans le passé, on arrive à une époque où celui-ci a dû être beaucoup plus chaud et beaucoup plus dense qu'aujourd'hui. Ce modèle d'expansion, imaginé par Georges Lemaître, chanoine catholique belge, est connu sous le nom de Big Bang. Il est un élément essentiel de l'actuel modèle standard de la cosmologie. La description du début de l'histoire de l'Univers, telle qu'elle est connue, par ce modèle ne commence cependant qu'après qu'il est sorti d'une période appelée ère de Planck, durant laquelle l'échelle d'énergie de l'Univers était si grande que le modèle standard n'est pas en mesure de décrire les phénomènes quantiques qui s'y sont déroulés. Durant cette époque, seule une théorie de la gravitation quantique pourrait expliquer le comportement microscopique de la matière sous l'influence importante de la gravité, mais les physiciens ne disposent pas encore (en 2015) d'une telle théorie. Pour des raisons de cohérence avec les observations, après l'ère de Planck, le modèle du Big Bang privilégie aujourd'hui l'existence d'une phase d'inflation cosmique, très brève mais durant laquelle l'Univers aurait grandi de façon extrêmement rapide.
À la suite de cette phase, l'essentiel des particules de l'Univers aurait été créé à une haute température, enclenchant un grand nombre de processus importants, comme la nucléosynthèse primordiale ou la baryogénèse, qui ont finalement abouti à l'émission d'une grande quantité de lumière, appelée fond diffus cosmologique. Ce dernier peut être aujourd'hui observé avec une grande précision par des instruments (ballons-sondes, sondes spatiales, radiotélescopes). L'observation de ce rayonnement fossile micro-onde, remarquablement uniforme dans toutes les directions, constitue aujourd'hui l'élément capital qui assoit le modèle du Big Bang comme description correcte de l'Univers dans son passé lointain. De nombreux éléments du modèle restent encore à déterminer (par exemple, le modèle décrivant la phase d'inflation), mais il y a aujourd'hui consensus de la communauté scientifique autour du modèle du Big Bang.
Dans le cadre du modèle ΛCDM, les contraintes issues des observations de la sonde WMAP sur les paramètres cosmologiques indiquent une valeur la plus probable pour l'âge de l'Univers à environ 13,82 milliards d'années avec une incertitude de 0,02 milliard d'années, ce qui est en accord avec les données indépendantes issues de l'observation des amas globulaires ainsi que celle des naines blanches. Cet âge a été confirmé en 2013 par les observations du télescope spatial Planck.

### Taille et Univers observable
Aucune donnée scientifique ne permet de dire si l'Univers est fini ou infini. Certains théoriciens penchent pour un Univers infini, d'autres pour un Univers fini mais non borné. Un exemple d'Univers fini et non borné serait l'espace se refermant sur lui-même. Si on partait tout droit dans cet Univers, après un trajet, très long certes, il serait possible de repasser à proximité de son point de départ.
Les articles populaires et professionnels de recherche en cosmologie emploient souvent le terme « Univers » dans le sens d'« Univers observable ». L'être humain vit au centre de l'Univers observable, ce qui est en contradiction apparente avec le principe de Copernic qui dit que l'Univers est plus ou moins uniforme et ne possède aucun centre en particulier. Le paradoxe se résout simplement en tenant compte du fait que la lumière se déplace à la même vitesse dans toutes les directions et que sa vitesse n'est pas infinie : regarder au loin revient à regarder un événement décalé dans le passé du temps qu'il a fallu à la lumière pour parcourir la distance séparant l'observateur du phénomène observé. Or il ne nous est pas possible de voir de phénomène issu d'avant le Big Bang. Ainsi, les limites de l'Univers observable correspondent au lieu le plus lointain de l'Univers pour lesquelles la lumière a mis moins de 13,82 milliards d'années à parvenir à l'observateur, ce qui le place immanquablement au centre de son Univers observable. On appelle « horizon cosmologique » la première lumière émise par le Big Bang il y a 13,82 milliards d'années.
On estime que le diamètre de cet Univers observable est de 100 milliards d'années lumière. Il contient environ 7 × 1022 étoiles, réparties dans environ 100 milliards de galaxies, elles-mêmes organisées en amas et superamas de galaxies. Le nombre de galaxies pourrait être encore plus grand, selon le champ profond observé avec le télescope spatial Hubble. Quant au nombre d'atomes contenus dans l'Univers, il est estimé à environ 1080.
Il est cependant possible que l’Univers observable ne soit qu'une infime partie d’un Univers réel beaucoup plus grand.
L'Univers ne peut pas posséder de « bord » au sens intuitif du terme. En effet, l'existence de bord impliquerait l'existence d'un extérieur à l'Univers. Or, par définition, l'Univers est l'ensemble de tout ce qui existe, il ne peut donc rien exister à l'extérieur. Toutefois, cela ne signifie pas que l'Univers est infini, il peut être fini sans avoir de « bord », sans avoir en fait d'extérieur.
Les observations, notamment celles du satellite Cosmic Background Explorer et de la sonde Wilkinson Microwave Anisotropy Probe, et les cartes produites par le satellite Planck suggèrent que l'Univers a une étendue infinie et un âge fini, comme le décrivent les modèles de Friedmann-Lemaître-Robertson-Walker,,,.

#### Arguments en faveur d'un Univers fini
Un Univers infini pose la question de la compatibilité avec le principe de la conservation de l'énergie. En effet, la définition même de l'Univers en fait un système isolé (car si l'univers U1 pouvait transférer de l'énergie avec un autre système S1, alors l'Univers réel serait U2 = U1 + S1). Or, dans un système isolé, il ne peut pas y avoir de création d'énergie.

### Forme
Une importante question de cosmologie porte sur la forme de l'Univers. Il peut être « plat », c'est-à-dire que le théorème de Pythagore pour les triangles droits y est valide à de plus grandes échelles. Actuellement, la plupart des cosmologues pensent que l'Univers observable est (presque) plat. Ou bien il est simplement connexe ; selon le modèle standard du Big Bang, l'Univers n'a aucune frontière spatiale, mais peut être de taille finie.
En 2013, il est prouvé que l'Univers est plat avec une marge d'erreur de seulement 0,4 %. Cela donne à penser que l'Univers est infini en étendue. Cependant, du fait que la vitesse de la lumière soit également finie et constante dans le vide, l'âge fini de l'Univers implique que seulement un volume fini de l'Univers ne soit accessible à l'observation directe depuis la Terre ; on parle alors de l'Univers observable. Tout ce que nous pouvons vraiment conclure est que l'Univers est beaucoup plus grand que le volume que nous pouvons observer directement.

## Composition de l'Univers

### Au niveau macroscopique
De manière macroscopique, l'Univers est composé de nombreux corps célestes, parmi lesquelles se trouvent des planètes (comme la Terre), des comètes, des astéroïdes, mais aussi de satellites naturels (comme la lune), d'exoplanètes, etc. Ces corps célestes se structurent en plusieurs éléments, du plus petit au plus grand, :
- système planétaire ;
- nuage interstellaire ;
- galaxie ;
- groupe de galaxies ;
- superamas de galaxies ;
- Univers observable.

### Au niveau microscopique
On ne connaît pas exactement la composition de l'Univers. Hormis le vide, plusieurs éléments, pour la plupart, encore jamais observés, sont conjecturés.

#### Énergie noire
L'énergie noire est une forme d'énergie hypothétique qui serait une des principales force de l'Univers. Malgré sa densité très faible, elle composerait une grande partie de la matière de l'Univers. Sa présence permettrait d'expliquer l'expansion de l'Univers.

#### Matière noire
La matière noire est une matière hypothétique, présente en grande quantité dans l'Univers, supposée justifier de la masse de certaines galaxies entre autres. Même si plusieurs observations et calculs font état d'une matière inconnue, aucune preuve ne vient, pour l'instant, étayer son existence. Aujourd'hui, la présence de la matière noire dans l'Univers est régulièrement remise en question.

#### Matière baryonique
La matière baryonique, par opposition à la matière non baryonique, est un type de matière commune, qui comprend toute la matière composée de particules composites appelées baryons. De même que pour la matière noire, un des plus grands enjeux de la cosmologie est de comprendre sa répartition dans l'Univers.

#### Particules
La matière ordinaire et les forces qui agissent sur elle peuvent être décrites par les particules élémentaires. La physique des particules est la branche de la physique générale qui se penche sur les questions attenantes à la composition de la matière. Plus spécifiquement, cette discipline s'attelle à étudier les plus petits éléments de la matière et l'interaction entre les particules élémentaires. Cette branche se rapproche de la physique quantique, qui, elle, se focalise à comprendre les mécaniques et les lois qui régissent l'infiniment petit, par opposition aux lois de la relativité générale et restreinte.

## Avenir
Selon les prédictions du modèle cosmologique le plus couramment admis de nos jours, les « objets galactiques » auront une fin : c'est la mort thermique de l'Univers. Le Soleil, par exemple, s'éteindra dans 5 à 7 milliards d'années, lorsqu'il aura consumé tout son combustible. À terme, les autres étoiles évolueront elles aussi dans des cataclysmes cosmologiques (explosions, effondrements). Déjà les naissances d'étoiles ralentissent faute de matière, qui se raréfie au fil du temps. Dans 20 milliards d'années environ, aucun astre ne s'allumera plus. L'Univers sera peuplé d'étoiles éteintes (étoiles à neutrons, naines blanches, trous noirs) et des naines rouges résiduelles. À bien plus longues échéances, les galaxies se désagrégeront dans des collisions géantes par leurs interactions gravitationnelles internes et externes.
En ce qui concerne le contenant (« l'espace »), une hypothèse est que le processus d'expansion sera gravitationnellement ralenti et s'inversera selon le scénario du Big Crunch. Selon l'hypothèse inverse, l'expansion, qui semble à présent stagner, ne s'arrêtera jamais totalement. Peu à peu, les astres éteints s'agglutineront en trous noirs. L'Univers, sans aucune structure, ne sera plus qu'un bain de photons de plus en plus froids. Toute activité dans l'Univers s'éteindra ainsi à jamais : c'est le Big Chill. Un scénario similaire existe : le Big Chill modifié. La gravitation et l'énergie noire restent constantes mais ont tendance à accélérer. L'Univers subira le Grand Refroidissement mais l'expansion continuera d'une façon stable et toute activité cessera. Les galaxies fusionneront puis mourront peu à peu. Si au contraire la quantité d'énergie sombre croît, l'Univers continuera son expansion à une vitesse toujours plus grande pour exploser à toutes les échelles : toute la matière qui le compose (y compris les atomes) se déchirera par dilatation de l'espace et le temps lui-même sera détruit. C'est le Big Rip (littéralement : « grand déchirement »). Certains modèles prévoient une telle fin dans 22 milliards d'années.
Chacun de ces scénarios dépend donc de la quantité d'énergie sombre que contiendra l'Univers à un moment donné. Actuellement, l'état des connaissances suggère non seulement qu'il y a insuffisamment de masse et d'énergie pour provoquer ce Big Rip, mais que l'expansion de l'Univers semble s'accélérer et continuera donc pour toujours.